# 탄자니아의 총리
탄자니아의 총리는 탄자니아 국회의 의장이다. 그 직책은 실제 정부 수반인 대통령에게 종속된다.
탄자니아 헌법에는 총리의 기능과 권력이 명시되어 있다.
제52조
1. 총리는 통합 공화국 정부의 일상적인 기능과 업무를 통제, 감독 및 집행할 권한을 갖는다.
2. 총리는 국회에서 정부 사업의 지도자가 된다.
3. 총리는 그 권한의 행사에 있어서 대통령이 지시하는 사항 또는 사항을 수행하거나 수행하게 하여야 한다.

현 총리인 카심 마잘리와는 존 마구풀리 대통령에 의해 임명되었다. 그는 2015년 11월 20일에 취임했다.

## 같이 보기
- 탄자니아